# Di Renzo Editore
Di Renzo Editore è una casa editrice italiana fondata nel 1985 a Roma e specializzata nella divulgazione scientifica. Si qualifica come medio editore, avendo pubblicato oltre 10 volumi l'anno dal 1993 al 2011.

## Storia
La Casa Editrice Di Renzo è stata fondata a Roma nel 1985 da Sante Di Renzo, chimico e psicoanalista, dopo che lo stesso aveva cercato inutilmente di far ripubblicare un libro ormai introvabile del matematico italiano Luigi Fantappié.
L'impresa editoriale fu appoggiata e stimolata da Giuseppe Arcidiacono – matematico e fisico, allievo di Fantappié – e nel giro di cinque anni si consolidò in un catalogo di divulgazione scientifica che confluì, nel 1991, nella collana “Arcobaleno” di scienza e filosofia.
Nel 1995, l'imprenditore romano iniziò una nuova collana  “I Dialoghi”, basata su interviste a personaggi della scienza e della cultura. Madrina dell’iniziativa e prima firma della collana fu l’astrofisica Margherita Hack, seguita  dal genetista Edoardo Boncinelli, che di quell'incontro volle scrivere nella sua biografia indicandolo ad origine della sua passione per la divulgazione scientifica, e dallo psicoanalista Aldo Carotenuto. Tutti e tre divennero fondatori e membri del primo Comitato scientifico della casa editrice.
Dalla fine degli anni ’90 e fino al 2003, la casa editrice ha curato una collana di scienza per l’Accademia Nazionale dei Lincei, mentre fino al 2004 ha curato la collana delle monografie dell'Opera Nazionale Montessori.
Dopo oltre trent'anni la casa editrice è sempre  gestita da Sante Di Renzo, al quale si sono affiancati anche i figli Alessandro e Francesca.

## Le collane
- Collana “Arcobaleno”, inaugurata nel 1991 con il titolo Conferenze scelte di Luigi Fantappié.
- Collana “I Dialoghi”, inaugurata nel 1995 con il titolo La mia vita tra le stelle di Margherita Hack.
- Collana “Scuola”, inaugurata nel 1996 con il titolo L’ortografia non è la grafia dell’orto di Francesco Guadalupi.
- Collana “Università”, inaugurata nel 1997 con il titolo Sacro e profano di Franco Ferrarotti.
- Collana “Narrativa”, inaugurata nel 1998 con il titolo La pedina di vetro di Antonella Tavassi La Greca. Nel 2004 la casa editrice si è aggiudicata la terza edizione del Premio Letterario Merck Serono, riconoscimento alla letteratura di genere scientifico, con Operazione Bourbaki, del chimico e inventore della pillola anticoncezionale Carl Djerassi[3][4][5].
- Collana “Arte”, inaugurata nel 2000 con il titolo Un americano a Roma: riflessioni sull'arte romana di Richard Brilliant[6].
- Collana “Psiche”, inaugurata nel 2004 con il titolo La sindrome degli antenati di Anne Ancelin Schützenberger.
- Collana “Teatro”, inaugurata nel 2004 con il titolo La scienza vestita di fiaba di Giuseppe Sermonti.
- Collana “English Books”, inaugurata nel 2006 con il titolo What is time? What is space? di Carlo Rovelli.
- Collana “Normativa”, inaugurata nel 2009 con il titolo La proprietà intellettuale e i brevetti di B. Cinquantini e M. Primiceri.
- Collana “Infanzia”, inaugurata nel 2016 con il titolo Booom! È nato l’universo, di Francesco Paresce.